# Chaoa flavipes
Chaoa flavipes – gatunek błonkówki z rodziny męczelkowatych, jedyny przedstawiciel rodzaju Chaoa. Gatunek został opisany na podstawie jednego odłowionego żeńskiego osobnika. Biologia oraz żywiciele nie są znane.

## Zasięg występowania
Występuje w Chinach.